# 武勒縣
武勒縣，唐代設置的縣，《新唐書》作武勤縣，《舊唐書》卷四一地理志、《通典》卷一八四、《寰宇記》卷一七一均作「武勒縣」。
唐貞觀十二年，清平公李弘節遣龔州大同縣人龔固興招慰生蠻，置籠州。天寶元年，改為扶南郡。乾元元年，復為籠州，領七縣，州所治武勒縣、武禮縣、羅龍縣、扶南縣、龍賴縣、武觀縣、武江縣，皆與州同置。